# NGC 7599
NGC 7599 est une galaxie spirale (barrée ?,) située dans la constellation de la Grue. Sa vitesse par rapport au fond diffus cosmologique est de 1 409 ± 18 km/s, ce qui correspond à une distance de Hubble de 20,8 ± 1,5 Mpc (∼67,8 millions d'al). NGC 7599 a été découverte par l'astronome écossais James Dunlop en 1826. Elle fut découverte indépendamment par l'astronome américain Lewis Swift le 8 aout 1897 et par la suite listée comme étant IC 5308 au sein de l'Index Catalogue.
La classe de luminosité de NGC 7599 est III et elle présente une large raie HI. De plus, elle est aussi une galaxie LINER, c'est-à-dire une galaxie dont le noyau présente un spectre d'émission caractérisé par de larges raies d'atomes faiblement ionisés. Selon Sanders et ses collègues, la luminosité de la NGC 7599 dans l'infrarouge lointain (de 40 à 400 µm) est égale à 1,10 × 1010 {\displaystyle L_{\odot }} (1010,04{\displaystyle L_{\odot }}) et sa luminosité totale dans l'infrarouge (de 8 à 1 000 µm) est de 1,38 × 1010 {\displaystyle L_{\odot }} (1010,14{\displaystyle L_{\odot }}).
À ce jour, 19 mesures non basées sur le décalage vers le rouge (redshift) donnent une distance de 19,237 ± 2,267 Mpc (∼62,7 millions d'al), ce qui est à l'intérieur des valeurs de la distance de Hubble.

## Groupe de NGC 7582
Selon A. M. Garcia, NGC 7496 est membre du groupe de NGC 7582. Ce groupe de galaxies renferme au moins neuf membres. Les autres galaxies sont NGC 7531, NGC 7552, NGC 7582, NGC 7590, NGC 7599, NGC 7632, IC 5325 et ESO 291-24.
Sur son site en ligne « Un Atlas de l'Univers », Richard Powell rajoute au groupe cinq galaxies, soit NGC 7412, les galaxies IC 5267, 5267A et 5267B de l'Index Catalogue, et ESO 347-2A. Cette dernière galaxie ne figure ni dans la base de données NASA/IPAC ni dans celle de Simbad, un inconvénient que l'on rencontre fréquemment lorsque l'équivalent PGC n'est pas indiqué. D'après A. M. Garcia, les quatre premières galaxies de cette liste sont membres du groupe d'IC 5267.
Selon un article publié en 2006 par Sengupta et Balasubramanyam, toutes les galaxies du groupe de NGC 7582 mentionnées par Garcia sont des galaxies émettrices dans le domaine des rayons X. À ces galaxies,  Sengupta et Balasubramanyam ajoutent ESO 291-08, ESO 291-15 et ESO 347-08. En réunissant les galaxies de ces trois publications, on obtient un groupe de 15 galaxies.  

### Quartet de galaxies
NGC 7582 forme avec ses voisines NGC 7552, NGC 7582 et NGC 7590 un ensemble de quatre galaxies relativement rapprochées et connu sous le nom de Quartet de la Grue (Grus Quartet). On pense que les quatre galaxies interagissent probablement entre-elles.

## Galerie

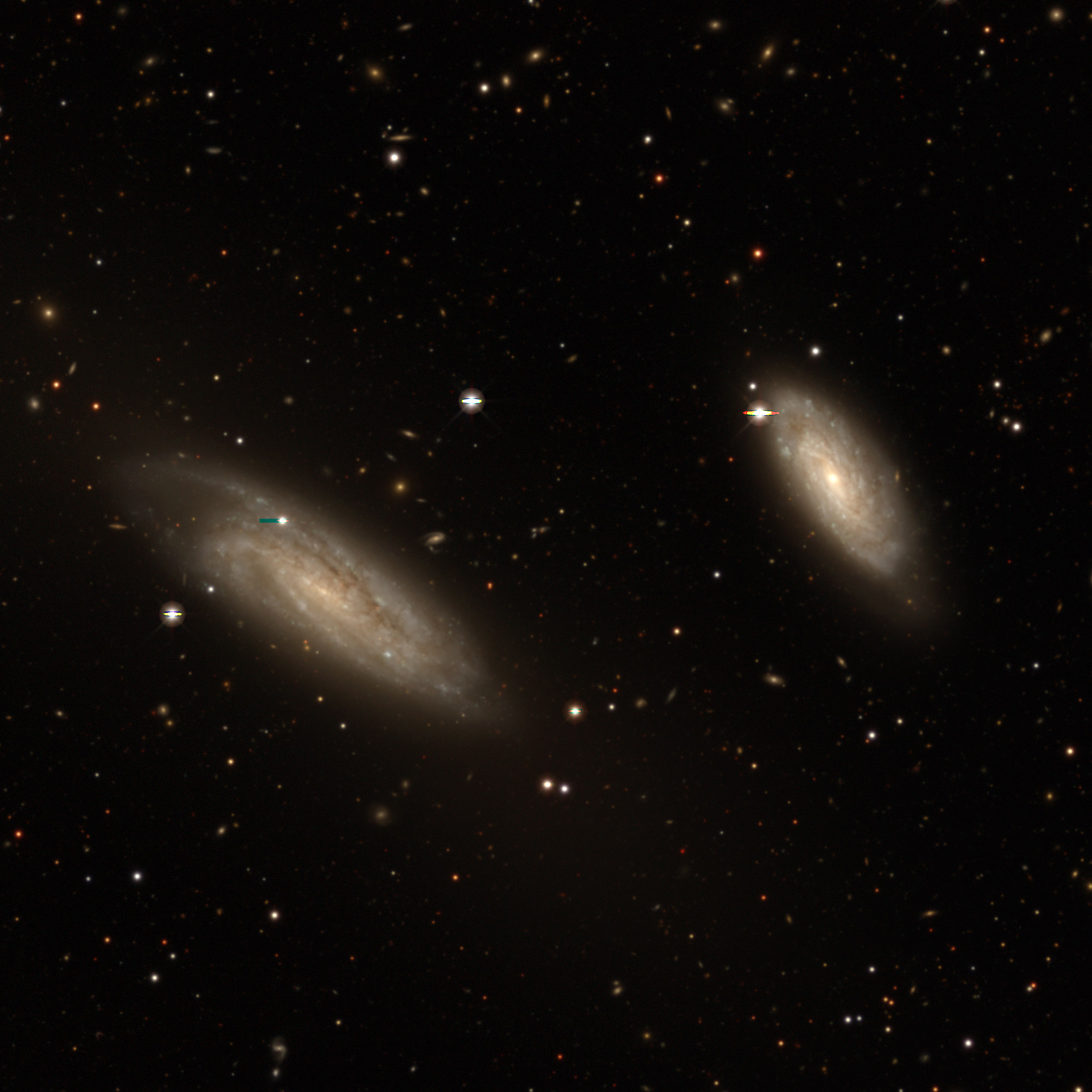
NGC 7590 et NGC 7599 par le projet « Legacy Surveys DR10 »[11].
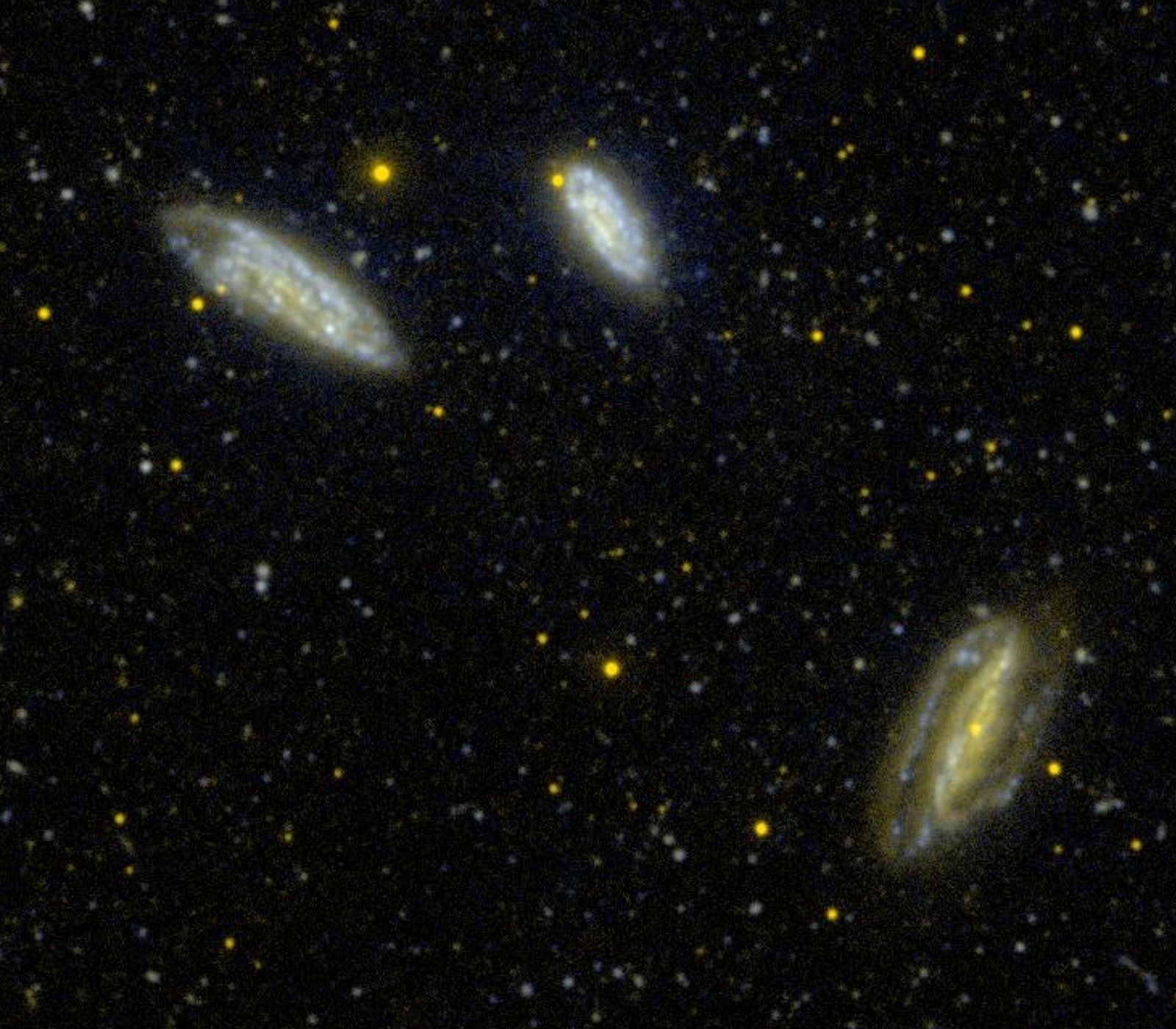
NGC 7590, NGC 7599 et NGC 7582 (en bas à droite), imagées en ultraviolet par le télescope spatial GALEX.